# مشهد كاوة
مشهد كاوة (بالإنجليزية: Mashhad-e Kaveh)‏ هي منطقة سكنية تقع في قسم كاوة آهنغر الريفي (مقاطعة تشادغان) في إيران. يقدر عدد سكانها بـ 2,822 نسمة .